# Кулик Мусій Гордійович
Кулик Мусій Гордійович із села Дейкалівка (Гордійця) (1815—1817 — 1887?) — кобзар, родом зі с. Дейкалівка, Зіньківського повіту, Полтавської губернії. Один із найвизначніших зіньківських кобзарських панотців середини XIX ст. Отримав «визвілки» від свого панотця Івана Хмеля (Хмельницького), у якого вчився в 1884 р. У 1887 р. П. Мартинович разом з В. Горленком записали від нього дещо з репертуару, але його не опублікували.

## Репертуар
В репертуарі думи:
- «Самарські брати»,
- «Дівка-бранка»,
- «Невільничі пісні», (1887)
- «Три брати Азовські»,
- «Удова».